# Sonic Blast
Sonic Blast, conosciuto in Giappone come G Sonic (Gソニック?, Jī Sonikku), è un videogioco a piattaforme a scorrimento laterale del 1996, noto per l'uso di immagini prerenderizzate. Per impedire al Dr. Robotnik di usare i frammenti di uno Smeraldo del Caos per fortificare la sua base, il giocatore controlla Sonic the Hedgehog e Knuckles the Echidna attraverso 15 livelli. Come altri platform della serie Sonic the Hedgehog, i personaggi corrono e saltano per raggiungere la fine del livello, sconfiggendo i robot nemici e raccogliendo ring (anelli). Nelle fasi bonus, il giocatore deve correre in avanti e raccogliere ring per guadagnare uno dei frammenti dello Smeraldo del Caos.
Il gioco è stato sviluppato da Aspect e pubblicato da Sega per Game Gear. È stato l'ultimo gioco di Sonic the Hedgehog per la console ed è stato riproposto su Master System nel 1997, attraverso tre compilation Sonic nel 2003, 2004 e 2023 e su Virtual Console per Nintendo 3DS nel 2012. Nonostante i titoli simili e il periodo di uscita coincidenti, Sonic Blast e Sonic 3D Blast (titolo statunitense di Sonic 3D: Flickies' Island) hanno poco in comune. I recensori in retrospettiva hanno in genere avuto pochi elogi per Sonic Blast e lo hanno considerato uno dei peggiori giochi della serie. Sebbene alcuni abbiano considerato la sua grafica impressionante se si considerano le limitazioni tecnologiche del Game Gear, la maggior parte ha considerato le animazioni e i colori mediocri. Anche il level design e la lentezza del gioco sono stati criticati a loro volta.

## Trama
I manuali di gioco forniscono storie diverse a seconda della versione giocata.
Nella versione occidentale, un'isola misteriosa emerge nei pressi della casa di Sonic, e si scopre che Robotnik ha costruito un'altra piattaforma fluttuante che gli servirà per portare avanti il suo piano di dominio del mondo. Sonic e Knuckles decidono di raggiungere la piattaforma, penetrare all'interno e causare gravi danni in modo da distruggerla. Tuttavia Robotnik ha preparato una serie di trappole che ritiene infallibili e intende sfruttare l'occasione per sbarazzarsi definitivamente della sua nemesi Sonic e, una volta fatto, raccogliere lo Smeraldo del Caos per ottenere il potere necessario a conquistare il mondo.
Nella versione giapponese invece, Sonic sta riposando su un'amaca a South Island con uno Smeraldo del Caos in mano. Improvvisamente, però, lo smeraldo inizia a brillare di una luce accecante che sveglia il riccio. Davanti agli occhi di Sonic, la gemma continua a brillare sempre più forte e intensa, finché alla fine si rompe e si frantuma in cinque pezzi più piccoli che volano via. Stordito da ciò che ha appena visto, Sonic sente una risata familiare provenire dalle sue vicinanze, che riconosce come quella del Dr. Robotnik. Il dottore si vanta di aver pianificato di colpire il riccio con un raggio laser, ma di averlo mancato e di aver invece colpito lo Smeraldo del Caos. Sorpreso ma comunque soddisfatto dai risultati, rivela il suo nuovo piano di costruire una nuova roccaforte chiamata Silver Castle, per poi trovare i pezzi sparsi dello Smeraldo del Caos. Mentre lo scienziato se ne va, Knuckles, che aveva visto tutto, appare da dietro una palma. L'echidna di allea con Sonic per trovare i frammenti dello Smeraldo del Caos e ostacolare le ambizioni di Robotnik.

## Modalità di gioco
Sonic Blast è un platform a scorrimento laterale in 2D. Il gioco si svolge in giocatore singolo e presenta due personaggi giocabili, Sonic e Knuckles. Sonic, oltre ai suoi attacchi rotanti dei precedenti giochi della serie, ha uno speciale doppio salto che gli permette di effettuare un salto secondario a mezz'aria. Knuckles mantiene le sue abilità da Sonic & Knuckles: come Sonic, può eseguire attacchi rotanti, ma può anche planare nell'aria e arrampicarsi sui muri quando li tocca a mezz'aria. Il giocatore viaggia attraverso 15 livelli (chiamati "act", ovvero atti), attraverso cinque parti denominate zone. Ogni terzo atto presenta uno scontro con un boss, più precisamente uno dei robot più grandi controllati da Robotnik. Le zone spaziano dalla tradizionale Green Hill Zone alle rovine sottomarine, e presentano giri della morte, scivoli e teletrasporti.
Nella tradizione della serie Sonic, Sonic e Knuckles raccolgono ring (anelli) come forma di salute. i ring servono a proteggere il personaggio controllato, difendendolo dagli attacchi dei robot nemici. Quando subiscono un danno, dieci ring si sparpagliano nel livello e possono essere recuperati prima che scompaiano. Il giocatore inizia la partita con diverse vite, che si perdono se viene schiacciato, annegato, se cade in un pozzo senza fondo o se viene colpito senza ring in suo possesso. La perdita di tutte le vite comporta il game over, dopo il quale il giocatore viene riportato alla schermata del titolo e deve ricominciare il gioco da capo. I potenziamenti nascosti nei monitor televisivi forniscono a Sonic e Knuckles numerosi vantaggi, tra cui più ring, un'esplosione di velocità, scudi, invincibilità, vite extra e la possibilità di salvare i progressi in un livello. Alcuni monitor, tuttavia, contengono il volto di Robotnik e non concedono nulla al giocatore. Altri presentano dei punti interrogativi, che conferiscono uno qualsiasi dei potenziamenti. Alla fine di una fase, il giocatore deve colpire un cartello per completare il livello. Il cartello gira finché non si ferma su un'immagine; l'immagine conferisce al giocatore una ricompensa.
In modo simile a Sonic the Hedgehog 3, nei livelli sono nascosti dei ring giganti che conducono alle fasi speciali. Le fasi speciali seguono lo stesso schema di base di quelle di Sonic the Hedgehog 2: il personaggio controllato dal giocatore corre in avanti e deve raccogliere i ring per raggiungere una quantità richiesta. Deve evitare le bombe, saltare, correre su pannelli di potenziamento o saltare su delle molle per ottenere altri ring. Il completamento con successo delle fasi speciali garantirà ai personaggi vite extra, ring o uno dei frammenti dello Smeraldi del Caos.

### Zone
Il gioco si divide in cinque zone:
- Green Hill Zone: è la prima zona ad apparire nel gioco ed assomiglia molto esteticamente a quella omonima di Sonic the Hedgehog. Come quest'ultima è un variopinto paradiso terrestre con delle palme lussureggianti.
- Yellow Desert Zone: è la seconda zona e prende atto in un deserto con delle caverne egizie.
- Red Volcano Zone: è la terza zona, è situata in un vulcano attivo.
- Blue Marine Zone: è la quarta zona, è collocata sott'acqua. Come per altri casi simili nella serie, il personaggio controllato dovrà inalare delle bolle d'aria per continuare a respirare altrimenti perderà una vita.
- Silver Castle Zone: è la quinta ed ultima zona le cui vicende si svolgono in un castello tecnologicamente avanzato e ricolmo di trappole.

## Sviluppo e pubblicazione

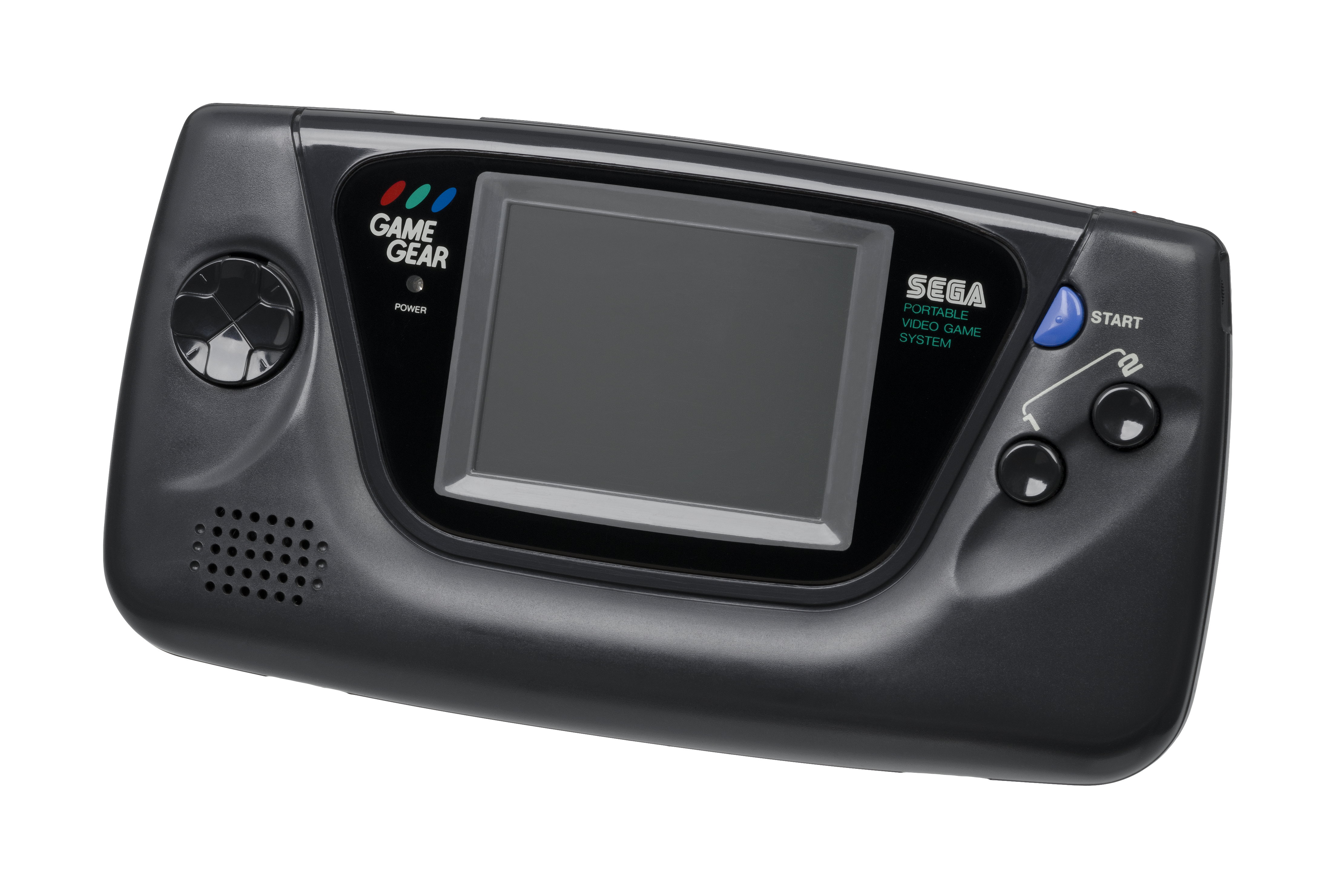
Sonic Blast è stato l'ultimo gioco di Sonic the Hedgehog per Game Gear

Sonic Blast è stato il quinto e ultimo platform di Sonic the Hedgehog pubblicato per Game Gear, sviluppato insieme a Sonic Labyrinth e Sonic 3D: Flickies' Island. Come i precedenti titoli per Game Gear, Sonic Blast è stato sviluppato da Aspect e pubblicato da Sega. Il personale chiave dei precedenti giochi di Sonic realizzati da Aspect non ha lavorato a Sonic Blast. Una caratteristica importante del gioco è la grafica prerenderizzata, resa popolare da Donkey Kong Country. La grafica è stata renderizzata in 3D prima di essere convertita in sprite; il risultato finale è stato paragonato a quello di Donkey Kong Country e Mortal Kombat. Tuttavia, la grafica presenta alcune limitazioni: Sonic e Knuckles hanno pochi fotogrammi di animazione, non è presente un timer e il giocatore perde solo dieci ring quando viene colpito. Diversi elementi di gioco sono stati ripresi da Sonic the Hedgehog 3 e Sonic & Knuckles, come il doppio salto di Sonic e i personaggi giocabili.
Sonic Blast è stato pubblicato in tutto il mondo nel novembre 1996, e in Giappone come parte del marchio Kid's Gear il 13 dicembre 1996, con il titolo G Sonic. In tutto il mondo è stato l'ultimo gioco per Game Gear pubblicato da Sega; in Giappone è stato l'ultimo titolo per il sistema. Sebbene abbiano titoli simili e siano stati pubblicati nello stesso periodo in Nord America, Sonic Blast e Sonic 3D Blast (titolo statunitense di Sonic 3D: Flickies' Island) hanno poco in comune. Il gioco è abbastanza comune in Nord america, mentre G Sonic è estremamente raro. Un porting del gioco è stato pubblicato per Master System in Brasile nel dicembre 1997, distribuito da Tectoy. Il gioco ha dovuto essere semplificato per funzionare sul Master System a causa della sua qualità grafica inferiore. Come G Sonic, la versione Master System di Sonic Blast è considerata rara.
Sonic Blast è stato convertito per diverse compilation ed è stato incluso in Sonic Adventure DX: Director's Cut (2003) per GameCube e Windows come sbloccabile assieme agli altri 11 giochi della serie usciti su Game Gear e disponibile dal principio in Sonic Mega Collection Plus 2004 per PlayStation 2, Xbox e Windows. In Sonic Gems Collection (2005) per GameCube e PlayStation 2 è possibile sbloccare nella modalità Museo una demo del gioco che presenta un conto alla rovescia di cinque minuti e che permette di iniziare la partita direttamente dal boss finale, una volta sconfitto quest'ultimo il giocatore potrà continuare la partita fino allo scadere del tempo. Il gioco è stato reso disponibile per il servizio Virtual Console per Nintendo 3DS il 18 aprile 2012 in Giappone, il 14 giugno dello stesso anno in Europa e Australasia e il 20 giugno 2013 in Nord America. La riedizione per 3DS presenta nuove caratteristiche, tra cui la possibilità di salvare i progressi del giocatore e di scegliere tra la risoluzione normale dello schermo del 3DS e quella originale del Game Gear. Questa versione è stata distribuita nell'ambito di una campagna di Nintendo per la pubblicazione di giochi a 8 bit sull'eShop del 3DS a seguito di una carenza di uscite sul servizio di distribuzione. È stato incluso anche in Sonic Origins Plus (2023) per PlayStation 4, PlayStation 5, Xbox One, Xbox Series X, Nintendo Switch e Windows.
Una console portatile LCD omonima del gioco, non correlata, è stata distribuita da Tomy nel 1994.

## Accoglienza
| Testata                            | Versione | Giudizio |
| ---------------------------------- | -------- | -------- |
| GameRankings (media al 09-12-2019) | GG       | 60.00%   |
| AllGame                            | GG       | 3.5/5    |
| Jeuxvideo.com                      | GG       | 9/20     |
| Nintendo Life                      | GG       | 6/10     |
| Nintendo World Report              | GG       | 4/10     |
| Digitally Downloaded               | GG       | 2/5      |

I recensori in retrospettiva non ricordano Sonic Blast con affetto. Nintendo World Report (NWR) ha definito il gioco "un passo indietro" rispetto agli altri titoli Sonic per Game Gear, a causa di quello che hanno definito "il tentativo di scimmiottare gli sprite prerenderizzati di Donkey Kong Country su una console portatile".
La maggior parte dei critici non ha apprezzato la grafica, alcuni dei quali sostengono che abbia rovinato il gioco. Digitally Downloaded ha definito la grafica più distraente che impressionante - ostacolando la fluidità del gameplay e impedendo l'uso di elementi integrali della serie - mentre Nintendo Life ha ritenuto che il gioco sia invecchiato male se paragonato agli altri giochi di Sonic per Game Gear, con i suoi "colori confusi e l'animazione traballante". Alcuni, come i redattori di USgamer e NWR, si sono lamentati che la grafica dei personaggi fosse troppo grande per il piccolo schermo del Game Gear. Jeuxvideo.com ha trovato le animazioni dei personaggi scadenti e ha affermato che causavano limitazioni al gameplay. Sebbene abbiano criticato soprattutto la grafica, i recensori hanno riconosciuto che le immagini erano impressionanti se si considerano le limitazioni del Game Gear. Pocket Gamer ha sostenuto che prima dell'uscita del gioco "le capacità del [Game Gear] erano state apparentemente esplorate appieno", trovando che pur offrendo alcuni compromessi, el immagini hanno fatto risaltare Sonic Blast.
Anche il gameplay è stato criticato. NWR ha scritto che le abilità dei personaggi erano difficili da usare correttamente, dato che lo schermo era zoomato così vicino a loro, e non ha apprezzato particolarmente i livelli acquatici, definendoli quasi ingiocabili a causa della lentezza dei controlli. Nintendo Life ha espresso notevoli lamentele contro il design incoerente e casuale dei livelli, mentre Jeuxvideo.com ha lamentato la mancanza della velocità offerta dai precedenti giochi di Sonic e ha affermato che le abilità dei personaggi giocabili, così come la perdita di soli dieci ring quando vengono colpiti, rendevano più semplice un gioco già facile. Condividevano le preoccupazioni di Nintendo Life sul level design e sostenevano che i combattimenti con i boss mancavano di difficoltà. Digitally Downloaded ha affermato che al gioco mancava lo smalto: "se si convertisse Sonic Blast nel motore di uno degli altri giochi per Game Gear, i suoi difetti sarebbero ancora prevalenti". Tuttavia, Pocket Gamer ha elogiato l'interpretazione della formula tradizionale di Sonic, definendolo "una scelta forte per chiunque abbia apprezzato qualsiasi altro [gioco di Sonic] in 2D". Digitally Downloaded, pur essendo complessivamente critico, ha elogiato il gioco per i suoi elementi di esplorazione.
Sonic Blast è stato definito come uno dei peggiori giochi della serie Sonic. NWR ha dichiarato che il gioco "dovrebbe essere evitato a tutti i costi", e Retro Gamer ha sostenuto che la schermata del titolo era l'unica qualità da riscattare. USgamer ha scritto che si trattava di "una fine spiacevole per il Game Gear" e ha attribuito le sue carenze all'interruzione del sistema. Complex lo dichiarò "il peggior gioco di Sonic per console portatile di sempre" e disse "grazie a Dio non hanno tentato l'aspetto '3D' del suo fratello maggiore a 16 bit". Alcuni recensori hanno ritenuto che Sonic Blast sia stato il primo gioco a dare a Sonic l'abilità standard del doppio salto, che sarebbe stata usata in giochi successivi come Sonic Colours (2010).